# Оберзаксен
Оберзаксен (нем. Obersaxen) — деревня и бывшая коммуна в Швейцарии, в кантоне Граубюнден.
До 2015 года имела статус отдельной коммуны в составе округа Сурсельва. 1 января 2016 года была объединена с коммуной Мундаун в новую коммуну Оберзаксен-Мундаун нового региона Сурсельва.
Население составляет 819 человек (на 31 декабря 2006 года). Официальный код — 3612.